# Auguste Bazille

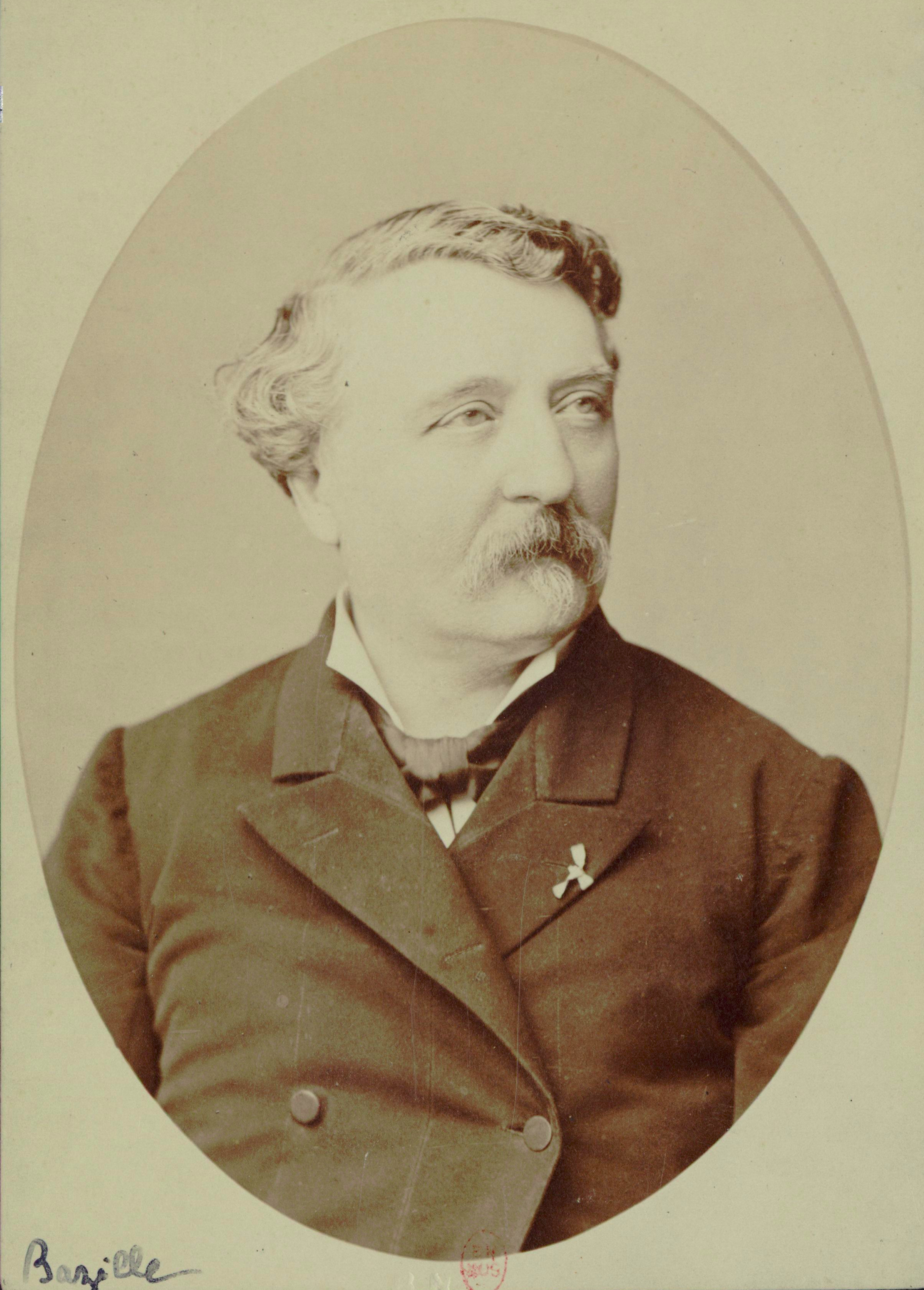
Auguste Bazille

Auguste-Ernest Bazille (* 27. August 1828 in Paris; † 18. April 1891 in Bois-Colombes) war ein französischer Organist und Komponist.

## Leben
Bazille studierte am Conservatoire de Paris, wo er erste Preise in den Fächern Solfège (1841), Harmonielehre (1845), Fuge (1846) und Orgel (1847) erhielt. 1848 gewann er den Ersten Second Grand Prix de Rome.
Zur gleichen Zeit wurde er an der Opéra-Comique engagiert, zunächst als Begleiter, später als Direktor für Gesang. 1853 wurde er Organist an der von der Firma Suret erbauten großen Orgel der Kirche Sainte-Élisabeth. 1878 folgte ihm Pierre Laboureau auf der Stelle nach.
Neben seiner Tätigkeit an der Opéra-Comique und als Organist unterrichtete Bazille am Conservatoire de Paris Klavierbegleitung. Einer seiner Schüler war hier Claude Debussy.
Als angesehener Organist reiste Bazille durch ganz Frankreich und weihte zahlreiche bedeutende Orgeln ein, darunter die Suret-Orgel der Kirche Saint-Médard in Epinay-sur-Seine (1854), die 1861 von Cavaillé-Coll restaurierte Orgel der Kathedrale von Nancy und die von Louis Debierre erbaute Orgel der Abtei Saint-Sauveur in Montivilliers (1884).
Große öffentliche Ereignisse in Paris waren die Einweihungen der Barker-Orgel an Saint-Eustache mit Jacques-Nicolas Lemmens, César Franck und Cavallo (1862) und der Cavaillé-Coll-Orgel an Saint-Sulpice mit Alexandre Guilmant, Camille Saint-Saëns, César Franck und Georg Schmitt, ebenso die Einweihung der Merklin-Schütze-Orgel von Saint-Maclou in Rouen gemeinsam mit Aimable Dupré, Camille Saint-Saëns, Charles Renaud de Vilbac und Aloys Klein (1866).
Als Komponist wurde Bazille vor allem durch Klavierbearbeitungen zeitgenössischer Opern und Operetten bekannt. Gemeinsam mit Louis Clapisson, François-Auguste Gevaert und Ferdinand Poise komponierte er die einaktige Operette La Poularde de Caux, die am Théâtre du Palais-Royal aufgeführt wurde.